# Die Junge Mitte
Die Junge Mitte (französisch Jeunes du Centre, italienisch Giovani del Centro, rätoromanisch il Giuven Center) ist die Jungpartei der Mitte Schweiz. Die Junge Mitte Schweiz steht ein für Gerechtigkeit, Menschenwürde, Solidarität und Eigenverantwortung und verfolgt wirtschafts-, staats- und gesellschaftspolitisch die Ziele einer ökosozialen Marktwirtschaft.

## Organisation
Als Jungpartei ist die Partei trotz ihrer eigenen juristischen Persönlichkeit – sie ist ein Verein nach Schweizer Recht (Art. 60 ff. ZGB) mit Sitz in Bern – statutarisch mit ihrer Mutterpartei, Die Mitte der Schweiz, verbunden. Die Junge Mitte Schweiz gliedert sich in 26 Kantonalbewegungen, die wiederum teilweise in Sektionen untergliedert sind. Sie hat schweizweit über 2'500 Mitglieder. Mitglied werden können Personen bis und mit 35 Jahren.
Die Junge Mitte Schweiz hat Mandate in mehreren kantonalen und kommunalen Parlamenten sowie kommunalen Exekutiven. Zusammen mit der Mitte Schweiz gründete die Partei im Jahre 2008 als erste Schweizerische Partei eine eigene Nachwuchsförderung die Politische Akademie Zentrum, welche im Jahr 2020 unter dem Namen Zukunft Mitte Schweiz als neues Programm neu gestartet wurde. Die Partei ist international aktiv und Mitglied der International Young Democrat Union, der Youth of the European People’s Party (YEPP), der Jugendorganisation der Europäischen Volkspartei und der Jungen Alpenregion.

## Geschichte
Am 28. November 2020 beschlossen die Mitglieder der Jungen CVP Schweiz, ihren Namen auf Die Junge Mitte Schweiz zu ändern. Am 23. Januar 2021 schloss sich die Junge BDP Schweiz mit der Jungen Mitte in einer gemeinsamen digitalen Delegiertenversammlung zusammen.
Seit dem Parteikongress vom Oktober 2021 wird Die Junge Mitte Schweiz von Marc Rüdisüli aus Sirnach (TG) präsidiert. Als Vizepräsidentin und Vizepräsident fungieren Nina Gisler aus der Sektion Uri und Maxime Moix aus der Sektion Unterwallis, seit sie an der Delegiertenversammlung vom 2. Dezember 2023 gewählt bzw. bestätigt wurden.

## Politische Schwerpunkte
Die Junge Mitte Schweiz setzt sich unter anderem für folgende Schwerpunkte ein:
Bildung
Das Schweizer Duale Bildungssystem soll für die Zukunft gestärkt werden. Es solle auf allen Ebenen der Lehrplan immer wieder kritisch analysiert und auf sich verändernde Bedingungen und die Praxisnähe angepasst werden.
Familie
Insbesondere die Vereinbarkeit von Familie und Beruf sollte gestärkt werden.
Nachhaltigkeit
Die Nachhaltigkeit sollte nicht nur mit dem Umgang mit der Natur, sondern im gesamten Konsumverhalten widerspiegelt werden. So soll jede Generation ihren Beitrag für eine nachhaltige Zukunft leisten und Verantwortung übernehmen; Eigenverantwortung steht für im Zentrum aller gesellschaftlichen Handlungen und soll durch die Rahmenbedingungen des Staates gestärkt werden.
Milizsystem
Das Milizsystem soll gestärkt und die Dienstpflicht neu definiert werden. Es soll einen Bürgerdienst für Frau und Mann, der Mensch, Umwelt und Sicherheit in den Mittelpunkt stellt.
Ökosoziale Marktwirtschaft
Die Junge Mitte setzt sich für eine nachhaltige, zukunftsgerichtete und wettbewerbsorientierte Wirtschaft, die den Lebensraum schont und mit den natürlichen Ressourcen verantwortungsvoll umgeht, ein.
Globalisierung
Die Chancen der Globalisierung sollen genutzt werden und die erfolgreiche Schweizer Aussenpolitik weitergeführt werden.
Vernetzung
In Betracht der Vernetzung und Digitalisierung sollen Konzepte wie Sharing-Economy stärker genutzt werden. Dabei muss auch immer auf die Privatsphäre und den Datenschutz geachtet werden.
Gesundheitswesen
Die Junge Mitte Schweiz setzt sich für eine gesunde Entwicklung der steigenden Gesundheitskosten und eine hochwertige sowie flächendeckende medizinische Grundversorgung auch in Randregionen ein. Es soll jede Person, unabhängig von Einkommen, Alter oder gesundheitlichem Risiko eine gute, wohnortnahe medizinische Grundversorgung erhalten und am medizinischen Fortschritt teilhaben können.

## Parteiorgane
Die Junge Mitte hat verschiedene Organe zur Leitung und Überwachung der Jungpartei:
- Delegiertenversammlung: Die Delegiertenversammlung ist das oberste Organ der Jungen Mitte Schweiz.
- Parteikongress: Der Parteikongress dient der Pflege des inneren Zusammenhalts der Jungen Mitte Schweiz.
- Vorstand: Der Vorstand ist das leitende sowie ausführende Organ der Jungen Mitte Schweiz.
- Präsidentenkonferenz: Die Präsidentenkonferenz setzt sich aus je einem Delegierten pro Kantonalbewegung und den Mitgliedern des Vorstands zusammen.
- Generalsekretariat: Das Sekretariat ist die Stabs- und Verwaltungsstelle der Partei.
- Revisionsstelle: Die Revisionsstelle prüft die Bücher und Kasse der Jungen Mitte Schweiz.

## Präsidium
- - 2006–2013, Simon Oberbeck, Basel-Landschaft
  - 2013–2015, Jean-Pascal Ammann, Luzern
  - 2015–2019, Tino Schneider, Graubünden
  - 2019–2021: Sarah Bünter, St. Gallen
  - Seit Oktober 2021: Marc Rüdisüli, Thurgau